# Juliana Patientia Schultt
Juliana auch Juliane, Julia, Iuliana Patientia Schultt auch Schult, Schulttin (* 24. Juli 1680; † 14. Juni 1701) war eine deutsche pietistische Schriftstellerin von Heinitz bei Meißen.

## Leben
Juliana Patientia Schultt wurde als einziges Kind von Rudolf Friedrich, Freiherr von Schultt, dem darmstädtischen Regierungsrat und Helene Juliane (geb. Freiin Kölbel von Geysingen auf Arnsdorf) in Heinitz bei Meissen geboren. Von ihrem Vater wurde sie schon früh unterrichtet, scheinbar konnte sie schon mit fünf Jahren die Bibel lesen. Zudem erlernte sie die Wort- und Schriftkenntnisse des Hebräischen, Griechischen, Lateinischen, Deutschen und Französischen. Außerdem erhielt sie eine musikalische Bildung und ihr wurde das Klavier- und Lautenspiel gelehrt. Weiter lernte sie Arithmetik, Geschichte, Geographie, Genealogie und deutsche Poesie.
Als ihr Vater seinen Dienst als Regierungsrat in Darmstadt antrat, verblieb Juliana Patientia Schultt bei August Hermann Francke. Dies tat sie zur Selbstverbesserung und dem Wunsch, in vollständiger Pietät zu leben. Für ihre Tugend wurde sie von Francke sehr gelobt. Während ihres Aufenthalts bei Francke half sie ihm als Erzieherin und Lehrerin der adeligen Jugend in einer seiner Institutionen.
Juliana Patientia Schultt erkrankte schon früh schwer und starb mit 20 Jahren in Glaucha bei Halle. Francke schrieb eine Leichenpredigt für die Schriftstellerin. Darin schreibt er von ihrer Krankheit und ihrem Tod. Ihre Krankheitssymptome umfassten laut Francke Fieber und später auch Erbrechen.

## Werk
Von Schultt haben sich Gedichte, geistliche Lieder und Briefe erhalten. In August Hermann Franckes Leichenpredigt befindet sich das Gedicht Jesus der Hirte über Jesus Christus als Hirte und wie er seine Schafe pflegte. Es geht dabei um ein Lamm, das sich vom Hirten entfernt hat und verloren gegangen ist. Der Hirte versucht, es durch seine Rufe zum Zurückkommen zu bewegen, was das Schäfchen schlussendlich auch macht. Die Schriftstellerin beschreibt abwechselnd die Perspektive des Hirten und des Schäfchen. In Franckes Leichenpredigt befinden sich zusätzlich zahlreiche Briefe, die Juliana Patientia von Schultt an ihre Familie verfasst hat, darunter an ihre Mutter, ihren Vater und an die Schwester ihres Vaters. Des Weiteren ist eine lateinische Schrift an ihren Vater erhalten, worin sie ihn zu seinem Geburtstag beglückwünscht. Die Schriftstellerin hat zudem zusammen mit einer nahen Verwandten eine Gelegenheitsschrift auf den Tod ihrer Mutter verfasst.
Eine häufige Thematik in den Briefen der Schriftstellerin ist ihr Ziel, eine reine Braut Christis – eine sogenannte Jesusbraut zu werden. Sie berichtet von den Gefahren der irdischen Sünden und davon, wie sich ein gutes christliches Leben führen lässt. Diese Gedanken zeigen sich auch in weiteren Gebetsliedern und poetischen Schriften, die in ihrem Schreibtäfelein gefunden wurden. Darin beschreibt sie beispielsweise, wie ihr Herz durch fleischliche Gedanken vom guten Denken abgebracht wird. Außerdem schreibt sie, dass diese Erfahrungen eine Prüfung ihrer selbst sind. Die Lieder handeln dementsprechend ebenfalls von ihren inneren Kämpfen, gegen weltliche Begierden anzukämpfen und eine reine Braut Jesus zu werden.